# Jungägyptische Partei
Die Jungägyptische Partei (arabisch حزب مصر الفتاة, DMG Ḥizb Miṣr al-Fatāt) war eine ägyptische politische Partei mit etwa 225 Parteimitgliedern. Sie wurde 1936 gegründet und war nationalistisch bis faschistisch ausgerichtet. Ihre Mitglieder wurden in Anlehnung an die italienischen Schwarzhemden Grünhemden genannt. Eine gleichnamige andere Partei ging 2012 in der Konferenzpartei auf.

## Jungägyptische Partei (1930er)

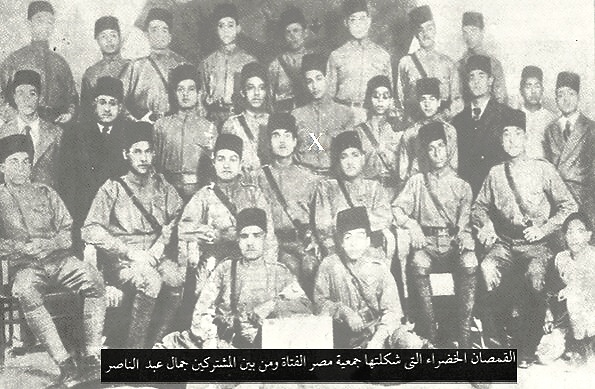
Die Grünhemden, darunter auch Gamal Abdel Nasser

Ein Vorläufer der Jungägyptische Partei wurde im Oktober 1933 als eine radikal-nationalistische Gruppierung mit religiöser Orientierung von den 22-jährigen Ahmed Hussein und Fathi Radwan gegründet. Das Ziel war die Schaffung eines Großreiches durch die Eingliederung des Sudans in den Staatsverband Ägyptens, welches die Rolle einer „Führungsmacht sowohl innerhalb der arabischen als auch der islamischen Welt“ einnehmen sollte. Die Gruppierung verfügte mit den sogenannten Grünhemden über eine paramilitärische Organisation. Die Gruppe orientierte sich mit dem politischen Machtzuwachs Deutschlands auch am nationalsozialistischen Deutschen Reich, dem Gegner Großbritanniens, und verfolgte ebenfalls die Strategie eines nationalen Kapitalismus. 1936 gründete die Gruppe die Jungägyptische Partei. Die Partei übernahm mit der antibritischen Haltung zwar eine antikolonialistische Position, war aber xenophob ausgerichtet und wendete sich als Hauptposition allgemein gegen Ausländer bzw. als Fremde gesehene (hierzu zählten sie auch jüdische Ägypter).
Während ihrer Hochzeit in den 1930er Jahren hatten die Grünhemden einige gewalttätige Konfrontationen mit den Blauhemden der nationalliberalen Wafd-Partei. Ein Mitglied verübte sogar einen Anschlag auf Mustafa el-Nahhas Pascha im November 1937. Unter dem Druck der Regierung wurden die Grünhemden im Jahre 1938 verboten.
Als politische Parteien in Ägypten wieder zugelassen wurden, formierte sich unter Mitwirkung mehrerer ehemaliger Mitglieder der Jungägyptischen Partei 1978 die Sozialistische Arbeitspartei, welche trotz ihres Namens einige politische Inhalte aus der nationalistisch-populistischen Ideologie der Jungägyptischen Partei bezog. Ihr Parteiorgan war die „Al-Sha’ab“ (Das Volk). Unterstützt wurde die Gruppe vom ägyptischen Präsidenten Sadat und sollte als zu ihm loyale Partei dienen, jedoch zeigten sich Parteimitglieder enttäuscht von der Politik Sadats (u. a. Korruption) und gingen in Opposition zur Regierung.

## Aktuelle Parteigruppe
Eine andere und vergleichsweise linke Jungägyptische Parteigruppe, welche denselben Namen trug, wurde 1990 gegründet. Sie wird von Abdallah Rushdi geführt. Bei den Parlamentswahlen in Ägypten 2000 schickte die Jungägyptische Partei sieben Kandidaten für die Mandatssitze in der Volksversammlung ins Rennen.
Die heutige Parteiplattform rief auf zur:
- Etablierung eines parlamentarisch-präsidentiellen Regierungssystems.
- Intensivierung der Beziehung mit der arabischen Welt Beziehungen.
- Erreichung der Integration der afrikanischen Staaten.
- Einnahme eines blockfreien Status.
- Etablierung des sogenannten sozialistischen islamischen Wirtschaftssystems und Stärkung der Rolle des Privatsektors.